# کارمن بن لادن
کارمن بن لادن (انگلیسی: Carmen bin Laden؛ زادهٔ ۱۹۵۴ (۷۰–۷۱ سال))نویسنده سوئیسی است. او یکی از اعضای خانواده بن لادن بود که از طریق ازدواج با یسلم بن لادن، پسری از رئیس قبیله محمد بن لادن، وارد خانواده شد.

## زندگی‌نامه
سالهای نخستین زندگی

کارمن دوفور در سال ۱۹۵۴ در لوزان سوئیس به دنیا آمد. پدرش سوئیسی (دفور) و مادرش ایرانی (میردخت شیبانی) است. او در لوزان توسط مادرش به همراه سه خواهر دیگر (سالومه، بئاتریس و ماگنولیا) بزرگ شد.
زندگی بزرگسالی
از سال ۱۹۷۴ تا ۱۹۸۸ با یسلام بن لادن، برادر ناتنی بزرگتر اسامه بن لادن ازدواج کرد. آنها در سال ۱۹۷۴ در جده عربستان سعودی ازدواج کردند. آنها سه دختر به نام‌های وفاح دوفور، ناجیه و نور داشتند.
در سال ۲۰۰۴، کتاب در قلمرو پادشاهان؛ زندگی من در عربستان سعودی را منتشر کرد که شرحی شخصی از زندگی او به عنوان یک همسر و مادر عرب بود. این کتاب در مورد زندگی در خانواده بن لادن و رابطه او با آنها و همسر سابقش است. او ادعا می‌کند که مهم نیست که همسر سابقش یا سایر اعضای خانواده بن لادن چقدر غرب زده باشد، آنها همچنان پیوندهای خانوادگی و مذهبی قوی دارند و در صورت لزوم از اسامه بن لادن قبل از مرگ او در ماه مه ۲۰۱۱ حمایت مالی می کردن. او اعتراف می‌کند که در حالی که سازگاری با جامعه محدودکننده عربستان سعودی برایش دشوار بود، سبک زندگی او یکی از امتیازات بود.